# 温属众教会
1928年，浙江省温州平阳县的王天佐、张悟生赴上海第一次特别聚会，回到平阳，就和已得光照的王雨亭在桥墩门，脱离宗派，设立主的桌子，建立温属第一个地方教会。
秋天，在桥墩门有一次十天的特别聚会。会后，平阳县许多地方和泰顺乃至福建福鼎兴起了地方教会。也兴起了一批同工，例如鳌江方岩下(今龙港）的陈钦法。
1933年，王雨亭至温州城作工，得着潘活灵。王锦义至瑞安，开始了该地的奉主名聚会。
1949年前后，温属众教会包括约二百处地方教会，平阳县约一百处，其它分布在泰顺，永嘉，瑞安和福建福鼎。信徒超过1万人。